# Réserve naturelle de Seløya
La réserve naturelle de Seløya est une réserve naturelle norvégienne qui est située dans la municipalité de Hadsel dans le comté de Nordland.

## Description
La réserve naturelle comprend les îles Seløya et Litlseløya et quelques îlots et de récifs au nord-ouest de Fiskebøl sur Austvågøya. 
La zone a une superficie de 0,751 km2, dont 0,449 km2 en zone maritime. La zone est protégée pour sauvegarder une zone de nidification importante pour les oiseaux marins : Grand Cormoran,  Goéland argenté, Guillemot à miroir, Sterne...